# Microphor atratus
Microphor atratus är en tvåvingeart som först beskrevs av Daniel William Coquillett 1900.  Microphor atratus ingår i släktet Microphor och familjen styltflugor. Inga underarter finns listade i Catalogue of Life.